# Mallig
Mallig là một đô thị hạng 4 ở tỉnh Isabela, Philippines. Theo điều tra dân số năm 2007, đô thị này có dân số 27.245 người trong 5.064 hộ.

## Các đơn vị hành chính
Mallig được chia ra 18 barangay.
| - San Pedro (Barucbuc Sur) - Binmonton - Casili - Centro I - Holy Friday - Maligaya - Manano - Olango - Centro II | - Rang-ayan - San Jose Norte I - San Jose Sur - Siempre Viva Norte - Trinidad - Victoria - San Jose Norte II - San Ramon - Siempre Viva Sur |